# Amtsbezirk Harrislee
Der Amtsbezirk Harrislee war ein Amtsbezirk im Kreis Flensburg-Land in der Provinz Schleswig-Holstein.

## Hintergrund
Nachdem 1867 die preußische Provinz Schleswig-Holstein eingerichtet worden war, erfolgte die Bildung des Amtsbezirks aus den beiden Gemeinden Fröslee und Harrislee.
Nach der Volksabstimmung in Schleswig wurde Fröslee 1920 an Dänemark abgetreten. Im Gegenzug kommen die Gemeinden Kupfermühle und Niehuus aus dem aufgelösten Amtsbezirk Bau in den Amtsbezirk Harrislee.
1938 wurden Kupfermühle und Niehuus nach Harrislee eingemeindet.
1948 wurde der Amtsbezirk aufgelöst und Handewitt wurde amtsfreie Gemeinde.